# José Tomás
José Tomás Román Martín (Galapagar, Madrid, 20 d'agost de 1975), conegut com a José Tomás, és un torero espanyol.
És considerat un dels toreros més importants de finals del segle XX i començaments del segle xxi. L'any 2003 es va retirar sense donar cap explicació, però l'1 de març de 2007 anuncià la seva reaparació a La Monumental de Barcelona, causant una gran expectació.